# Vladimir Šmelëv
Vladimir Konstantinovič Šmelëv (in russo Владимир Константинович Шмелёв?; Magadan, 31 agosto 1946 – Oblast' di Mosca, 14 giugno 2023) è stato un pentatleta sovietico.

## Palmarès
In carriera ha conseguito i seguenti risultati:
- Giochi olimpici:

Monaco 1972: oro nel pentathlon moderno a squadre.
- Mondiali:

Londra 1973: oro nel pentathlon moderno a squadre ed argento individuale.
Mosca 1974: oro nel pentathlon moderno a squadre ed argento individuale.
Città del Messico 1975: bronzo nel pentathlon moderno a squadre.